# Кривенко Михайло Ілліч
Михайло Ілліч Криве́нко (10 травня 1921, Новокорміха — 21 грудня 2008, Київ) — український живописець, член Спілки радянських художників України з 1954 року. Батько художника Володимира Кривенка.

## Біографія
Народився 10 травня 1921 в селі Новокормісі (тепер Волчихинського району Алтайського краю Росії) в сім'ї селянина. Упродовж 1940—1944 років навчався в Алма-Атинському художньому училищі у Абрама Черкаського; у 1944–1950 роках — в Київському художньому інституті у Костянтина Єлеви, Володимира Костецького, Анатолія Петрицького, Тетяни Яблонської, Михайла Шаронова, Сергія Гроша, Юрія Садиленка.
Член КПРС з 1958 року. Мешкав у Києві, в будинку на вулиці Академіка Філатова, № 10а, квартира № 31 та в будинку на вулиці Суворова, № 11, квартира № 133. Помер у Києві 21 грудня 2008 року. Похований на Лісовому кладовищі.

## Творчість
Працював в галузі станкового живопису. У реалістичному стилі створював жанрові полотна на історичні теми, на теми життя й праці сучасників, портрети, пейзажі. Серед робіт:
- «Жіночий портрет» (1950);
- «Портрет дружини» (1953);
- «Лісник» (1953);
- «Ніна» (1954);
- «Їхав козак на війноньку…» (1954; Національний художній музей України);
- «Дорога на Таращу» (1956);
- «Земля» (1957; Одеський національний художній музей);
- «Володимир Ленін у сім'ї робітника» (1957; Луганський обласний художній музей);
- «Червонослобідські доярки» (1958—1960);
- «Ранок над Дніпром» (1960);
- «Гомоніла Україна, довго гомоніла…» (1961; Запорізький краєзнавчий музей[3]);
- «Тарас Шевченко і Карл Брюллов в Ермітажі» (1961);
- «Індіанка» (1961);
- «Хлібороб» (1961—1964);
- «Романтики» (1963);
- «В Ермітажі» (1964; Лубенський краєзнавчий музей)[3];
- «Шевченко в Ермітажі» (1964)[3];
- «Партизан» (1965);
- «Брати» (1965);
- «У полі» (1966);
- «За ленінським мандатом» (1967; Національний художній музей України);
- «Мати» (1967; Донецький обласний художній музей);
- «Подвиг» (1969);
- «Жнива» (1969);
- «Дівчина» (1970);
- «Жовтень» (1970);
- «Рідна земля» (1971);
- «У новий світ» (1971);
- «Сонячний ранок» (1974);
- «Перед жнивами» (1975);
- «Спогади про Малу Землю» (1975);
- «Повернення. Вересень 1917 року» (1977);
- «Клятва запорожців на вірність» (1984);
- «На подвиг ратний» (1985);
- «Надзвичайне доручення» (1987);
- «Пробудження» (1990);
- «Хортиця» (1994);
- «Ранок в Україні» (1995);
- «За покликом Богдана Хмельницького» (1995).

Брав участь у республіканських виставках з 1951 року, всесоюзних — з 1954 року, зарубіжних — з 1958 року.

## Відзнаки
- орден «Знак Пошани» (1960)[4];
- Заслужений діяч мистецтв УРСР з 1967 року;
- Народний художник УРСР з 1977 року.